# الحاوي الصغير

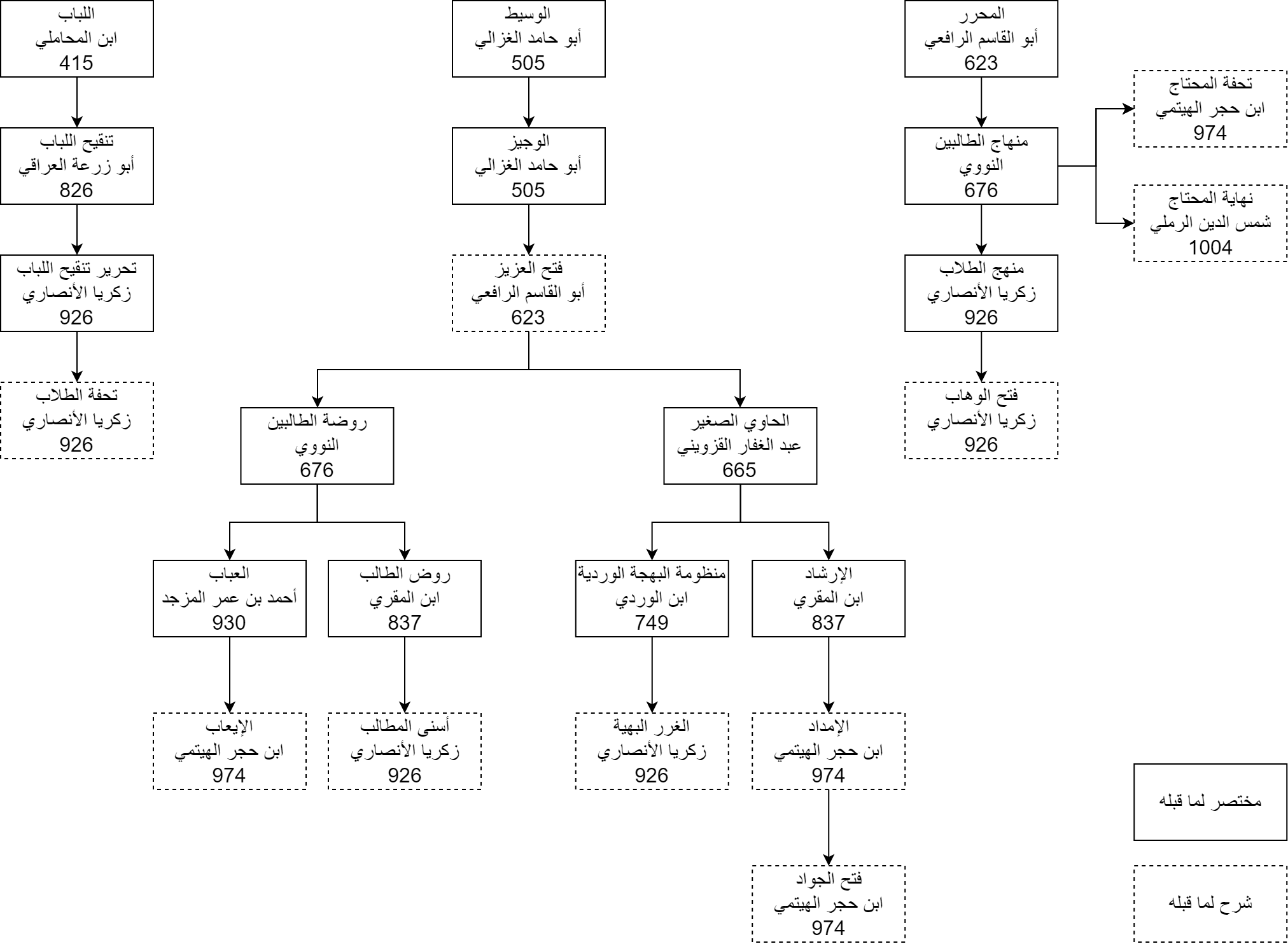
بعض أهم كتب الفقه الشافعي، ويظهر كتاب "الحاوي الصغير" وسط الشجرة.

الحاوي الصغير كتاب في الفقه للإمام نجم الدين عبد الغفار بن عبد الكريم القزويني الشافعي (ت 665هـ)، يعد من أمهات كتب الفقه في المذهب الشافعي، وهو مختصر من الشرح الكبير للإمام أبي القاسم الرافعي القزويني (ت 623هـ) المسمى «فتح العزيز».

## شروح الكتاب
اهتم الشافعية بكتاب الحاوي الصغير اهتماماً كبيراً، فقاموا بشرحه واختصاره ونظمه، كما أكثروا من تدريسه وحفظه والاعتناء به، ومن ذلك:
- الإرشاد لابن المقرئ الشافعي (ت 837هـ)، وهو مختصر من الحاوي الصغير، وعليه شروح كثيرة منها:
- الإمداد بشرح الإرشاد للإمام ابن حجر الهيتمي الشافعي (ت 974هـ).
- فتح الجواد بشرح الإرشاد للإمام ابن حجر الهيتمي الشافعي (ت 974هـ).
- منظومة البهجة الوردية لابن الوردي (ت 749هـ)، وهي منظومة مشهورة تقع في في خمسة آلاف بيت تقريباً، وعليها شروح كثيرة، منها:
- الغرر البهية لشيخ الإسلام زكريا الأنصاري (ت 926هـ).
- «كتاب الأنوار» للأردبيلي، وقد جمعه من عدة كتب منها كتاب الحاوي الصغير.
- حقق الكتاب في دار المنهاج على نسختين خطيتين عليهما إجازة بخط ولد المصنف الشيخ جلال الدين محمد

## أقوال العلماء فيه
قال ابن الوردي:
وقال ابن الملقن:
وقال محمد بن أحمد الناشري:
وقال اليافعيّ: سلك في «حاويه» مسلكاً لم يلحقه أحد ولا قاربه.